# Третьяковський проїзд
Третьяковський проїзд (рос. Третьяковский проезд) — невелика мальовнича московська вулиця у Китай-городі між Микільською вулицею та Театральним проїздом. Проїзд був побудований в 1870-х роках братами-меценатами Третьяковими. При цьому у Китайгородському мурі була прорубані арка, стилізована під російську старовину. На початок ХХІ сторіччя проїзд зайнятий модними бутиками. Це єдина в Москві торгова вулиця, побудована на приватні кошти.

## Магазини та шоуруми

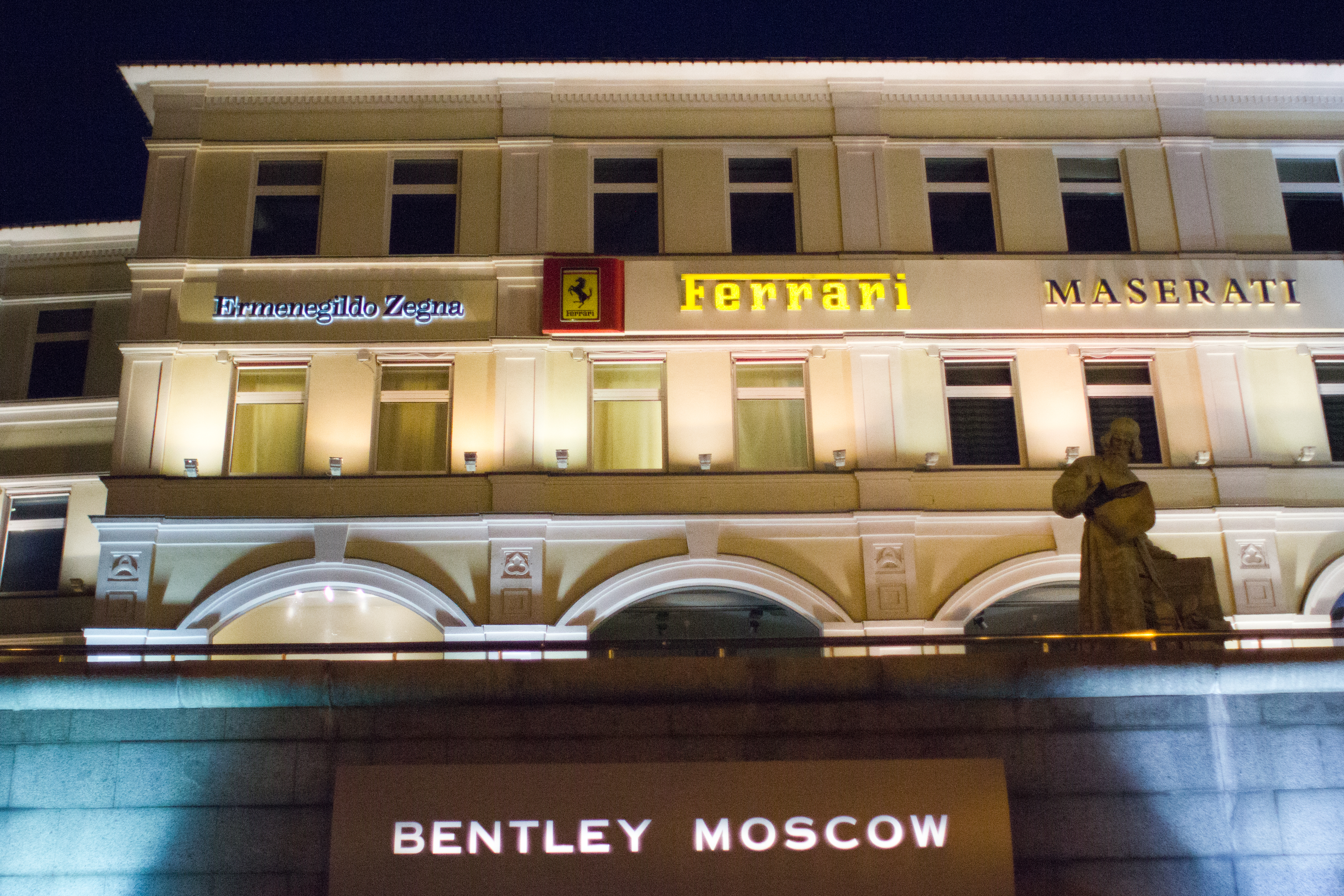
Бутики Bentley, Ferrari, Maserati та Ermenegildo Zegna в Третьяковському проезді

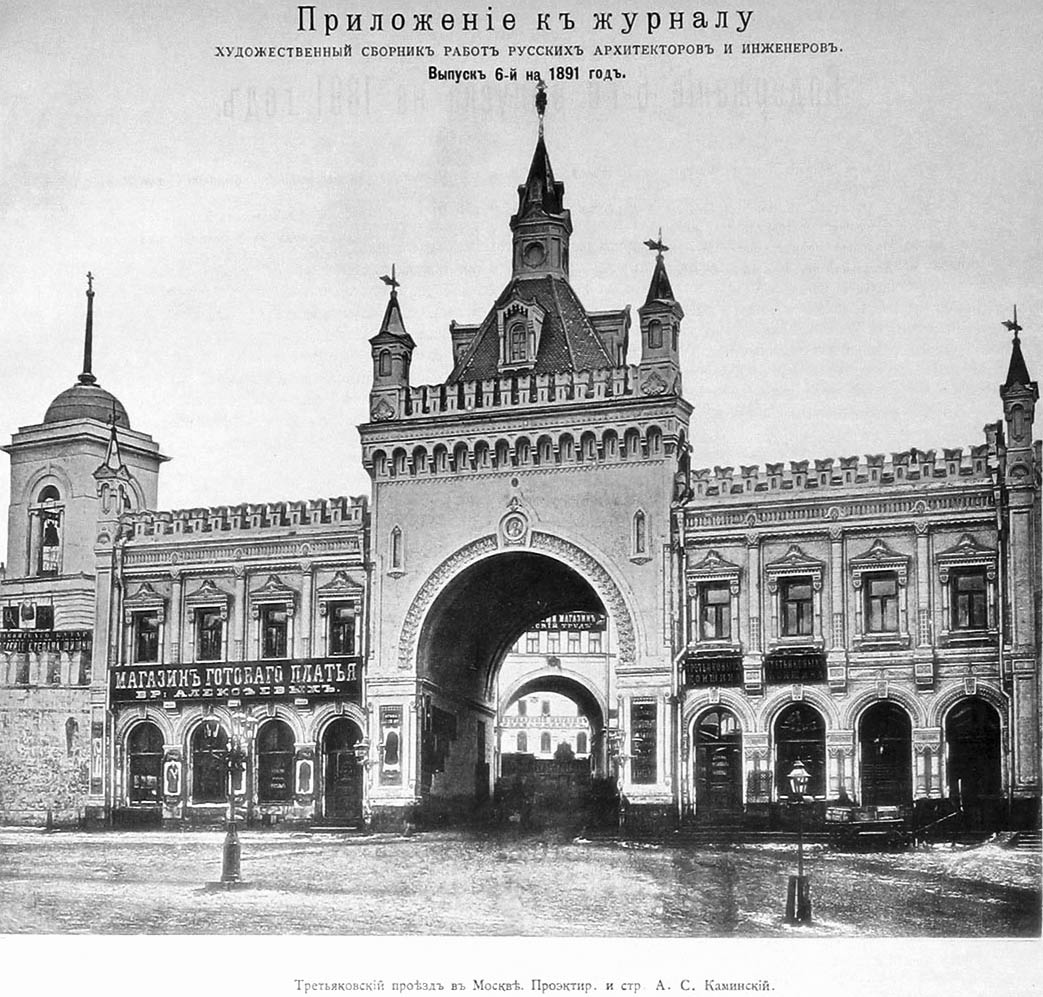
Арка Третьяковського проїзду, 1891 рік

Список брендів, представлених на Третьяковському проїзді:
- Bentley
- Ferrari
- Maserati
- Ermenegildo Zegna
- Bulgari
- Ralph Lauren
- Chopard[en]
- Giorgio Armani
- Armani/Casa
- TOM FORD
- Gucci
- Dolce and Gabbana
- Baccarat[en]
- Lanvin
- Billionaire
- Kiton[en]
- Cristal room Baccarat
- Lalique
- Daum
- Roberto Cavalli
- Yves Saint Laurent
- Brioni
- GRAFF
- Harry Winston
- Bottega Veneta
- Мультибрендовый ювелірный бутік Mercury[ru]
- Frette[en]
- Tommy D lounge bar
- Tretyakov Spa by Anne Semonin
- T.R.E.T.Y.A.K.O.V. lounge